# Annesse-et-Beaulieu
Pour les articles homonymes, voir Beaulieu.
Annesse-et-Beaulieu est une commune française située dans le département de la Dordogne, en région Nouvelle-Aquitaine.

## Géographie

### Généralités
En Périgord central, la commune d'Annesse-et-Beaulieu se situe en distances orthodromiques, onze kilomètres à l'ouest de Périgueux, la préfecture de la Dordogne. Elle est bordée par l'Isle du nord-est à l'ouest, en passant par le sud. Elle fait partie de l'unité urbaine de Razac-sur-l'Isle et de l'aire d'attraction de Périgueux.
Deux grandes voies de communication la traversent : la route départementale (RD) 710, ancienne route nationale 710 dite « route de Ribérac », et la RD 3 qui relie Périgueux à Coutras.
Son bourg principal, Gravelle, est sis au centre de la commune. Dans leur « Histoire de la commune d'Annesse-et-Beaulieu », Raymonde Larue et François Labrue écrivent à ce propos : « C'est notre particularité : généralement au cœur de la commune, on trouve l'église, le presbytère, la mairie, les écoles... Chez nous, c'est aux extrémités de la commune que se trouvent les églises et leur cimetière, entre les deux sont la mairie, les écoles et les commerces ».
Au nord, un tronçon commun aux sentiers de grande randonnée GR 646 et GR 361 parcourt le territoire communal sur près de quatre kilomètres entre La Chapelle-Gonaguet et Léguillac-de-l'Auche.

### Communes limitrophes
Annesse-et-Beaulieu est limitrophe de huit autres communes, dont Saint-Astier au sud-ouest sur environ 250 mètres.
| Mensignac             | La Chapelle-Gonaguet | Chancelade        |
| Léguillac-de-l'Auche  | Annesse-et-Beaulieu  | Marsac-sur-l'Isle |
| Saint-Astier, Montrem | Razac-sur-l'Isle     |                   |

### Géologie et relief

#### Géologie
Situé sur la plaque nord du Bassin aquitain et bordé à son extrémité nord-est par une frange du Massif central, le département de la Dordogne présente une grande diversité géologique. Les terrains sont disposés en profondeur en strates régulières, témoins d'une sédimentation sur cette ancienne plate-forme marine. Le département peut ainsi être découpé sur le plan géologique en quatre gradins différenciés selon leur âge géologique. Annesse-et-Beaulieu est située dans le troisième gradin à partir du nord-est, un plateau formé de calcaires hétérogènes du Crétacé.
Les couches affleurantes sur le territoire communal sont constituées de formations superficielles du Quaternaire datant du Cénozoïque et de roches sédimentaires du Mésozoïque. La formation la plus ancienne, notée c3(2), date du Coniacien indifférencié, composée de calcaires gréseux, sables et marnes à la base puis calcaires bioclastiques et calcaires crayeux et glauconieux ou calcaires à huîtres au sommet. La formation la plus récente, notée CFp, fait partie des formations superficielles de type colluvions indifférenciées de versant, de vallon et plateaux issues d'alluvions, molasses, altérites indifférenciées. Le descriptif de ces couches est détaillé dans  les feuilles « no 758 - Périgueux (ouest) » et « no 782 - Mussidan » de la carte géologique au 1/50 000 de la France métropolitaine, et leurs notices associées,.

Carte géologique d'Annesse-et-Beaulieu.

#### Relief et paysages
Le département de la Dordogne se présente comme un vaste plateau incliné du nord-est (491 m, à la forêt de Vieillecour dans le Nontronnais, à Saint-Pierre-de-Frugie) au sud-ouest (2 m à Lamothe-Montravel). L'altitude du territoire communal varie quant à elle entre 65 m et 169 m,.
Dans le cadre de la Convention européenne du paysage entrée en vigueur en France le 1er juillet 2006, renforcée par la loi du 8 août 2016 pour la reconquête de la biodiversité, de la nature et des paysages, un atlas des paysages de la Dordogne a été élaboré sous maîtrise d’ouvrage de l’État et publié en octobre 2020. Les paysages du département s'organisent en huit unités paysagères et 14 sous-unités. La commune est dans l'unité paysagère de la « Vallée de l'Isle », qui présente un profil contrasté : une vallée relativement encaissée, aux coteaux affirmés, dominant le fond de vallée de 60 à 80 m en amont de Mussidan, une vallée plus élargie en aval avec un fond de vallée plat, large de 1,5 à 2 km. À la fois agricole et urbanisée, elle est parcourue par de nombreuses voies de communication,.
La superficie cadastrale de la commune publiée par l'Insee, qui sert de référence dans toutes les statistiques, est de 12,12 km2,,. La superficie géographique, issue de la BD Topo, composante du Référentiel à grande échelle produit par l'IGN, est quant à elle de 12,93 km2.

### Hydrographie

#### Réseau hydrographique
La commune est située dans le bassin de la Dordogne au sein du Bassin Adour-Garonne. Elle est drainée par l'Isle, le Jouis, le canal d'Annesse, le ruisseau de Gravelle et par d'autres petits cours d'eau, qui constituent un réseau hydrographique de plus de 18 km de longueur totale,.
L'Isle, d'une longueur totale de 255,29 km, prend sa source dans la Haute-Vienne dans la commune de Janailhac et se jette dans la Dordogne — dont elle est le principal affluent — en limite de Fronsac et de Libourne, face à Arveyres,. Elle borde la commune sur plus de neuf kilomètres et demi à l'est, au sud et au sud-ouest, servant de limite naturelle avec celles de Marsac-sur-l'Isle, Razac-sur-l'Isle et Montrem.
Le canal d’Annesse, réalisé en 1830, est long de 1,52 km. Il a nécessité des travaux considérables pour l’époque, avec quelque 42 000 m3 de terre remués. Au XXIe siècle, le canal ne connaît plus de navigation fluviale mais la digue qui le longe est devenue un lieu de promenade.
Le Jouis, affluent de rive droite de l'Isle, marque brièvement la limite territoriale au sud-ouest sur plus de 200 mètres face à Saint-Astier.
Autre affluent de rive droite de l'Isle, le ruisseau de Gravelle traverse la commune de l'ouest au sud-est sur plus de deux kilomètres.

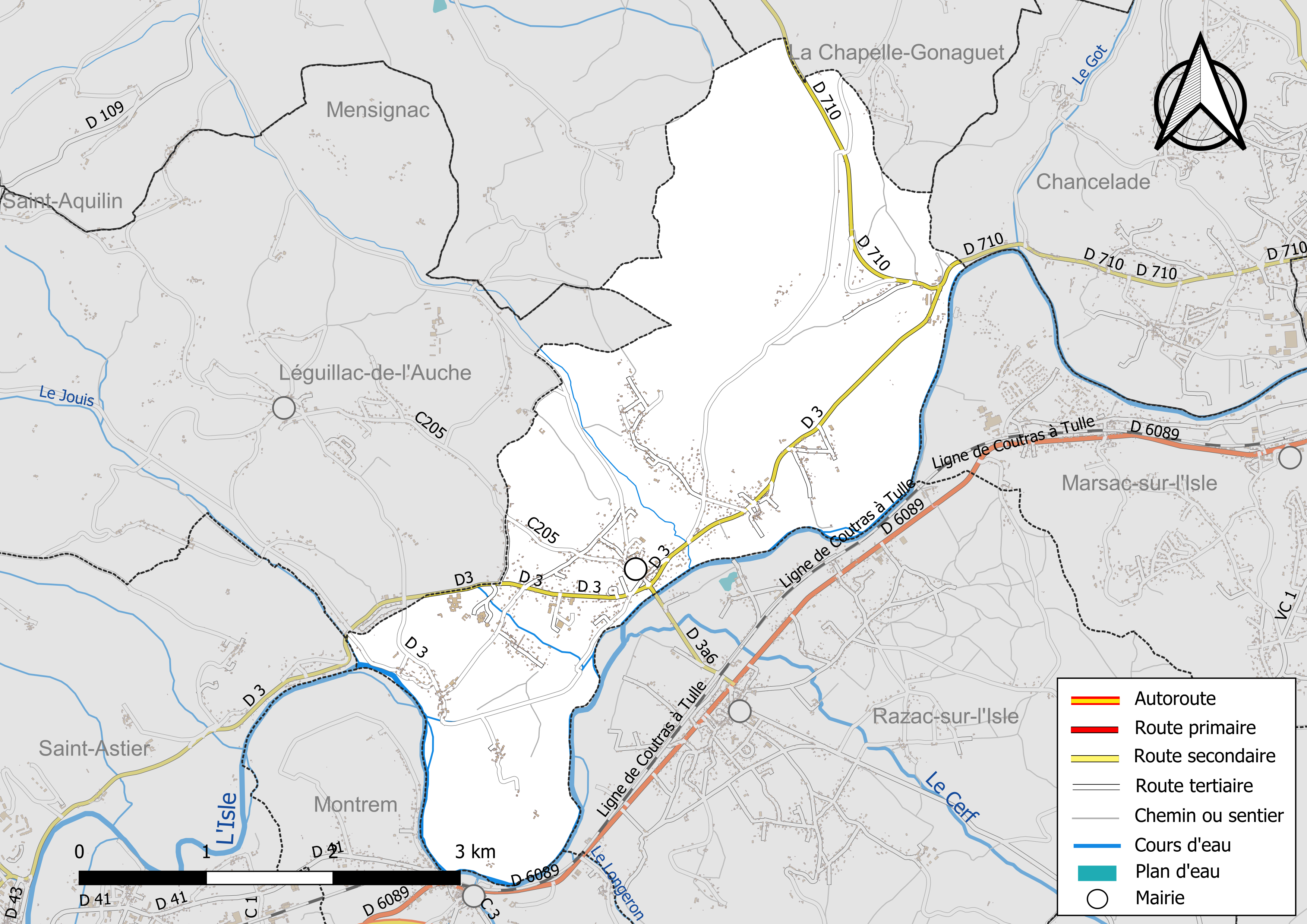
Réseaux hydrographique et routier d'Annesse-et-Beaulieu (en rive opposée).
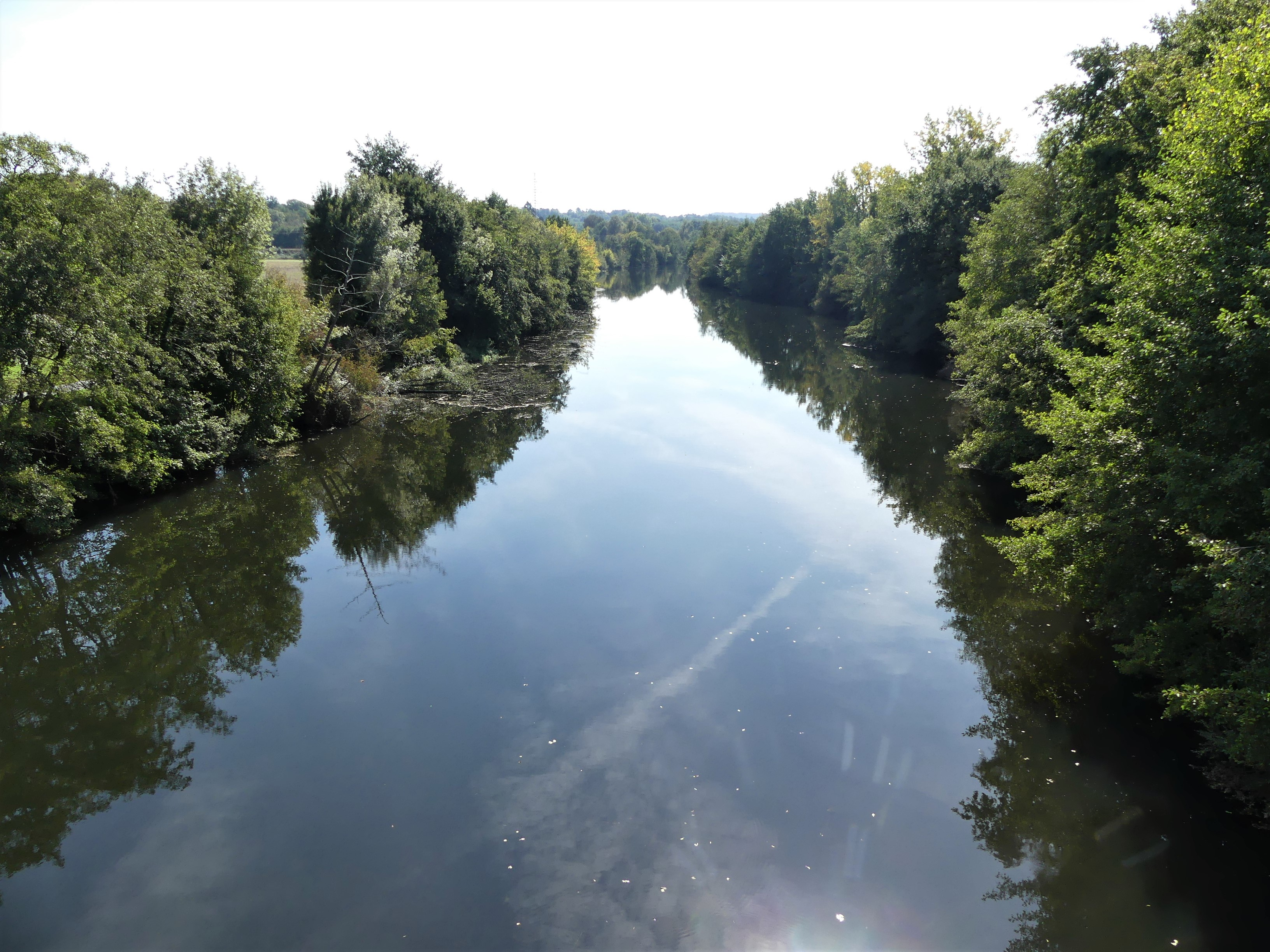
L'Isle au niveau de l'ancien pont ferroviaire, entre Marsac-sur-l'Isle (à gauche) et Annesse-et-Beaulieu.
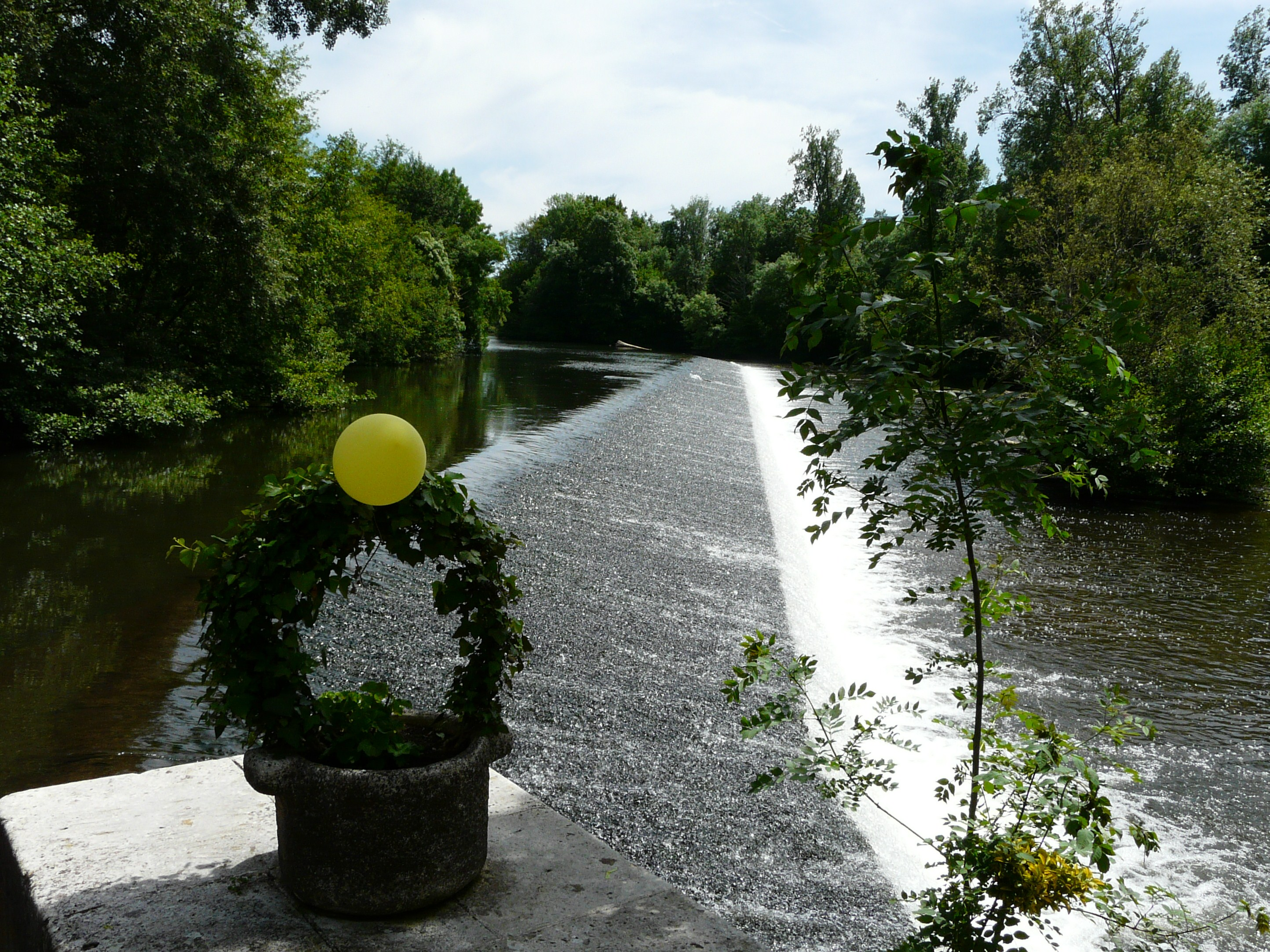
Le barrage sur l'Isle au moulin de Taillepetit.
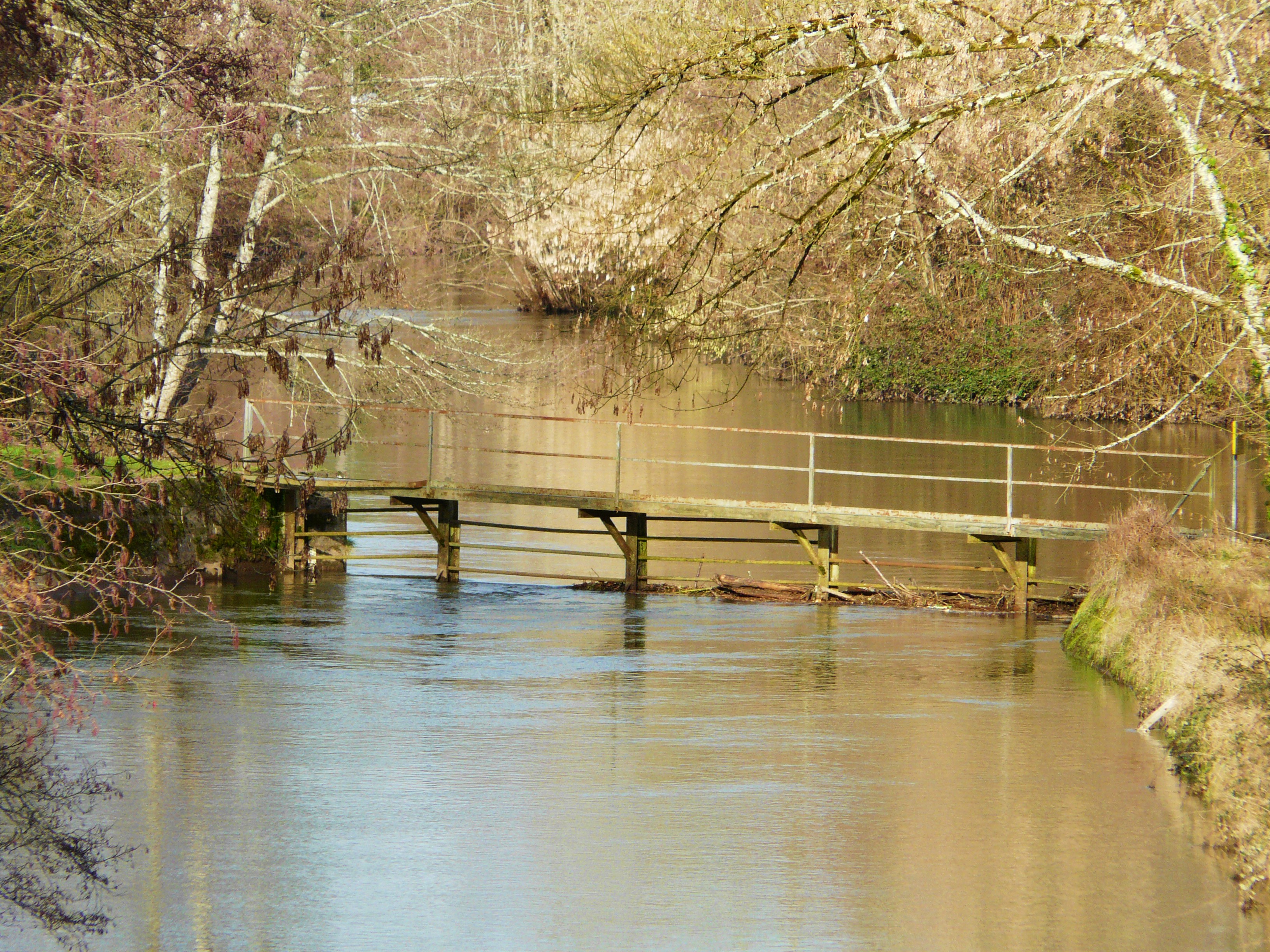
Passerelle sur le canal d'Annesse.

#### Gestion et qualité des eaux
Le territoire communal est couvert par le schéma d'aménagement et de gestion des eaux (SAGE) « Isle - Dronne ». Ce document de planification, dont le territoire regroupe les bassins versants de l'Isle et de la Dronne, d'une superficie de 7 500 km2, a été approuvé le 2 août 2021. La structure porteuse de l'élaboration et de la mise en œuvre est l'établissement public territorial de bassin de la Dordogne (EPIDOR). Il définit sur son territoire les objectifs généraux d’utilisation, de mise en valeur et de protection quantitative et qualitative des ressources en eau superficielle et souterraine, en respect des objectifs de qualité définis dans le troisième SDAGE  du Bassin Adour-Garonne qui couvre la période 2022-2027, approuvé le 10 mars 2022.
La qualité des eaux de baignade et des cours d’eau peut être consultée sur un site dédié géré par les agences de l’eau et l’Agence française pour la biodiversité.

### Climat
Pour des articles plus généraux, voir Climat de la Nouvelle-Aquitaine et Climat de la Dordogne.
En 2010, le climat de la commune est de type climat océanique altéré, selon une étude s'appuyant sur une série de données couvrant la période 1971-2000. En 2020, Météo-France publie une typologie des climats de la France métropolitaine dans laquelle la commune est toujours exposée à un climat océanique altéré et est dans la région climatique Aquitaine, Gascogne, caractérisée par une pluviométrie abondante au printemps, modérée en automne, un faible ensoleillement au printemps, un été chaud (19,5 °C), des vents faibles, des brouillards fréquents en automne et en hiver et des orages fréquents en été (15 à 20 jours).
Pour la période 1971-2000, la température annuelle moyenne est de 12,5 °C, avec  une amplitude thermique annuelle de 15 °C. Le cumul annuel moyen de précipitations est de 875 mm, avec 12,3 jours de précipitations en janvier et 6,7 jours en juillet. Pour la période 1991-2020, la température moyenne annuelle observée sur la station météorologique la plus proche, située sur la commune de Coulounieix-Chamiers à 8 km à vol d'oiseau, est de 13,1 °C et le cumul annuel moyen de précipitations est de 912,2 mm,. Pour l'avenir, les paramètres climatiques de la commune estimés pour 2050 selon différents scénarios d’émission de gaz à effet de serre sont consultables sur un site dédié publié par Météo-France en novembre 2022.

## Urbanisme

### Typologie
Au 1er janvier 2024, Annesse-et-Beaulieu est catégorisée commune rurale à habitat dispersé, selon la nouvelle grille communale de densité à 7 niveaux définie par l'Insee en 2022.
Elle appartient à l'unité urbaine de Razac-sur-l'Isle, une agglomération intra-départementale dont elle est une commune de la banlieue,. Par ailleurs la commune fait partie de l'aire d'attraction de Périgueux, dont elle est une commune de la couronne,. Cette aire, qui regroupe 49 communes, est catégorisée dans les aires de 50 000 à moins de 200 000 habitants,.

### Occupation des sols
L'occupation des sols de la commune, telle qu'elle ressort de la base de données européenne d’occupation biophysique des sols Corine Land Cover (CLC), est marquée par l'importance des forêts et milieux semi-naturels (45,5 % en 2018), en diminution par rapport à 1990 (47,3 %). La répartition détaillée en 2018 est la suivante : 
forêts (45,5 %), terres arables (15,5 %), zones urbanisées (14,4 %), zones agricoles hétérogènes (13,4 %), prairies (11,1 %). L'évolution de l’occupation des sols de la commune et de ses infrastructures peut être observée sur les différentes représentations cartographiques du territoire : la carte de Cassini (XVIIIe siècle), la carte d'état-major (1820-1866) et les cartes ou photos aériennes de l'IGN pour la période actuelle (1950 à aujourd'hui).

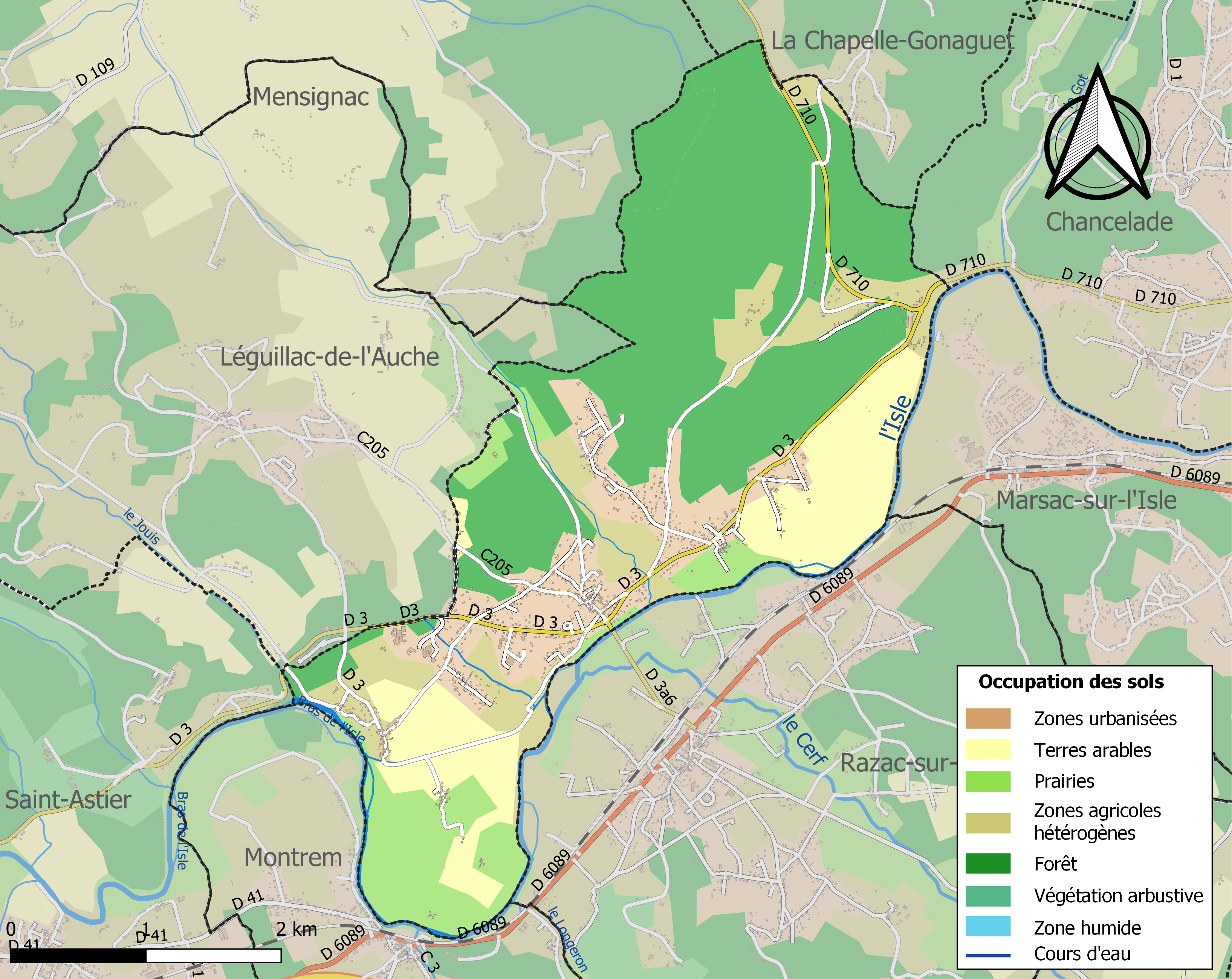
Carte des infrastructures et de l'occupation des sols de la commune en 2018 (CLC).

### Villages, hameaux et lieux-dits
Outre le bourg de Gravelle où est située la mairie, le territoire se compose d'autres villages ou hameaux, ainsi que de lieux-dits :
- Annesse
- les Basses Vérinas
- Beaulieu
- Charbonnière
- Chignac
- les Clausaux
- les Clèdes
- les Combes
- la Croix Charles
- l'Écluse de Siorac
- les Fieux
- la Forêt de la Faye
- les Fosses
- la Gare de Beaulieu
- les Giroux
- les Granges
- la Grèzerie
- le Lac des Fieux
- Lachenal
- Lalande
- Langlade
- Leypalou
- les Mailloques
- les Menades
- les Plantes
- Au Point Noir
- Poperdu
- Pracoulier
- le Ruisseau de Gravelle
- Siorac
- Taillepetit
- les Terres Plates
- Aux Terrières
- les Traverses.

### Prévention des risques
Le territoire de la commune d'Annesse-et-Beaulieu est vulnérable à différents aléas naturels : météorologiques (tempête, orage, neige, grand froid, canicule ou sécheresse), inondations, feux de forêts, mouvements de terrains et séisme (sismicité très faible). Un site publié par le BRGM permet d'évaluer simplement et rapidement les risques d'un bien localisé soit par son adresse soit par le numéro de sa parcelle.
La commune fait partie du territoire à risques importants d'inondation (TRI) de Périgueux, regroupant 12 communes concernées par un risque de débordement de l'Isle, un des 18 TRI qui ont été arrêtés fin 2012 sur le bassin Adour-Garonne. Les événements antérieurs à 2014 les plus significatifs sont les crues de 1783 (5,21 m à l'échelle de crue, la crue la plus importante connue), de 1843 (4,83 m) et de 1944 (4,5 m, 630 m3/s, la crue centennale de référence). Des cartes des surfaces inondables ont été établies pour trois scénarios : fréquent (crue de temps de retour de 10 ans à 30 ans), moyen (temps de retour de 100 ans à 300 ans) et extrême (temps de retour de l'ordre de 1 000 ans, qui met en défaut tout système de protection). La commune a été reconnue en état de catastrophe naturelle au titre des dommages causés par les inondations et coulées de boue survenues en 1982, 1986, 1993, 1999 et 2018,. Le risque inondation est pris en compte dans l'aménagement du territoire de la commune par le biais du plan de prévention des risques inondation (PPRI) de l'« agglomération de Périgueux »  prescrit le 11 mars 2015 et approuvé le 6 février 2018, pour les crues de l'Isle. La crue de 1944, plus haute crue historique bien connue sur l’Isle, avec un débit estimé de 630 m3/s à Périgueux, présente une période de retour centennale et sert de crue de référence au PPRI.
Annesse-et-Beaulieu est exposée au risque de feu de forêt. L’arrêté préfectoral du 14 mars 2013 fixe les conditions de pratique des incinérations et de brûlage dans un objectif de réduire le risque de départs d’incendie. À ce titre, des périodes sont déterminées : interdiction totale du 15 février au 15 mai et du 15 juin au 15 octobre, utilisation réglementée du 16 mai au 14 juin et du 16 octobre au 14 février. En septembre 2020, un plan inter-départemental de protection des forêts contre les incendies (PidPFCI) a été adopté pour la période 2019-2029,.

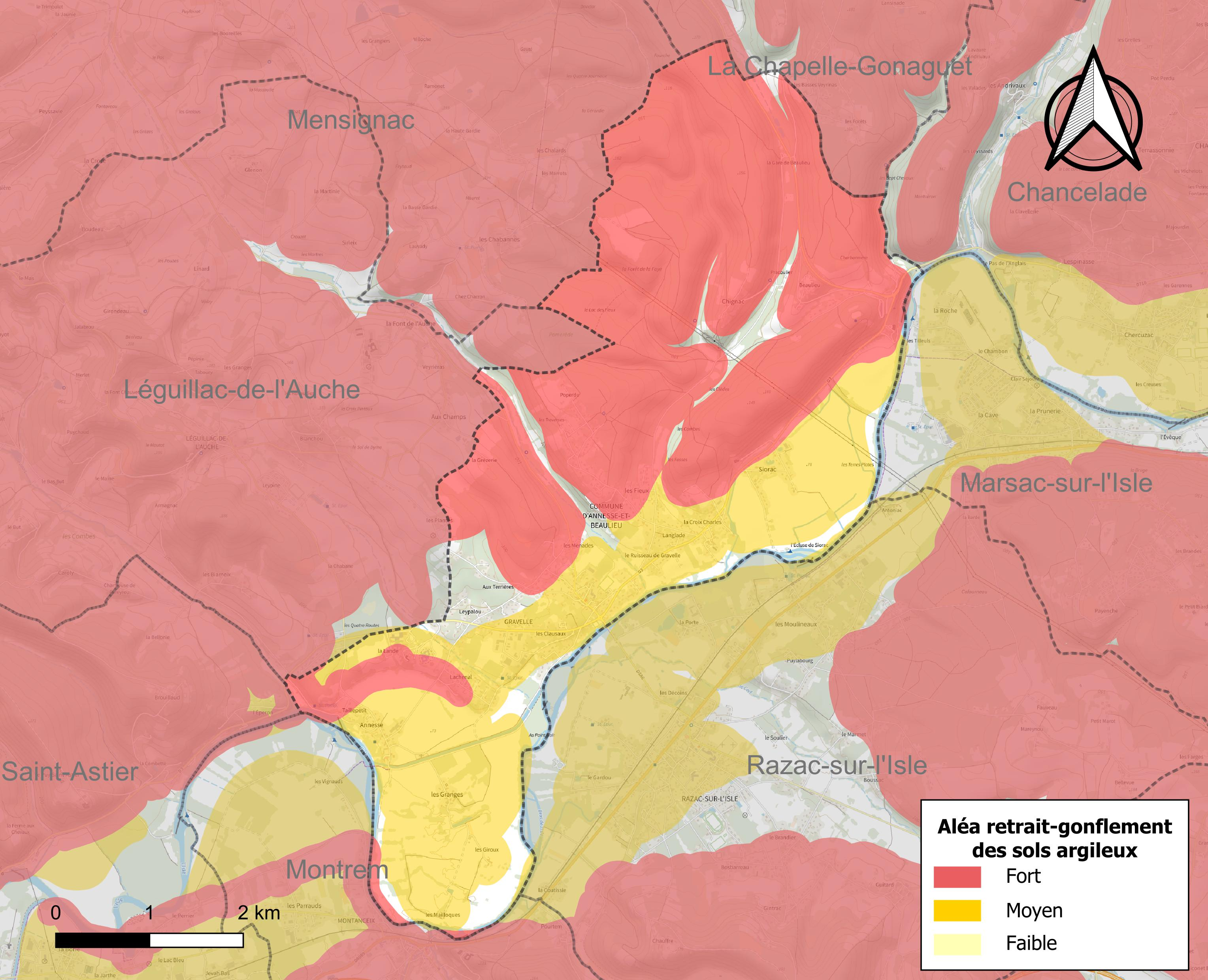
Carte des zones d'aléa retrait-gonflement des sols argileux d'Annesse-et-Beaulieu.

Les mouvements de terrains susceptibles de se produire sur la commune sont des tassements différentiels. Le retrait-gonflement des sols argileux est susceptible d'engendrer des dommages importants aux bâtiments en cas d’alternance de périodes de sécheresse et de pluie. 90,1 % de la superficie communale est en aléa moyen ou fort (58,6 % au niveau départemental et 48,5 % au niveau national métropolitain). Depuis le 1er octobre 2020, en application de la loi ÉLAN, différentes contraintes s'imposent aux vendeurs, maîtres d'ouvrages ou constructeurs de biens situés dans une zone classée en aléa moyen ou fort,.
La commune a été reconnue en état de catastrophe naturelle au titre des dommages causés par la sécheresse en 1989, 1991, 1992, 1997, 2005 et 2011 et par des mouvements de terrain en 1999.

## Toponymie
Le nom de la localité est attesté dans les écrits, dans une phrase latine Eclessia Sanctae Mariae quoe dicitur Anessa en 1076.

### La légende
Les récits ancestraux font traditionnellement remonter l'origine d'Annesse au passage de saint Hilaire, évêque de Poitiers, qui se rendit à Périgueux vers 360 pour honorer saint Front, l'évangélisateur du Périgord. La légende veut ainsi que l’âne du saint homme se soit enfui après avoir été pris en chasse par un loup. Dépité, l’homme d'église se mit à prier en ce lieu. Ses prières furent entendues : à cet endroit jaillit une source, et l'âne — qui était une ânesse — revint le lendemain. En souvenir de ces miracles, saint Hilaire proposa d'élever une chapelle à cet endroit, que nous connaissons maintenant sous le nom d’Annesse. Voilà pour l’origine « mythique ». Toujours est-il que l'église d'Annesse est dédiée à saint Blaise.

### L'étymologie
Selon des spécialistes de la toponymie, une autre version parait plus plausible. Selon eux, la première mention historique de la commune, Anessa, n’a rien à voir avec l'ânesse évoquée dans la légende. Le nom, vraisemblablement d'origine gauloise, est construit à partir de « ana », signifiant marais ou marécage, suivi d'un suffixe gallo-roman de sens collectif : « -icia » ou « -itia », correspondant à des « terres humides ». De son côté, Beaulieu fait référence à sa situation bien exposée.
En occitan, la commune porte le nom d'Anessa e Beuluòc.

## Histoire
La première mention écrite connue du lieu apparait en 1076 sous la forme, Anessa.
La commune d'Annesse-et-Beaulieu est née en 1794 à la Révolution de la réunion des deux communes issues des paroisses d'Anesse (selon la graphie ancienne que l'on retrouve sur la carte de Cassini représentant la France entre 1756 et 1789) et de Beaulieu, auxquelles ont également été rattachés les hameaux de la Roche, Siorac et Langlade qui dépendaient de la commune de Razac.

## Politique et administration

### Rattachements administratifs
Dès 1790, la commune d'Annesse a été rattachée au canton de Saint-Astier qui dépendait du district de Perigueux jusqu'en 1795, date de suppression des districts. Elle fusionne presque aussitôt avec celle de Beaulieu et prend le nom d'Annesse-et-Beaulieu. En 1801, le canton est supprimé et la commune est rattachée au canton de Grignols dépendant de l'arrondissement de Périgueux. Il change de nom et devient le canton de Saint-Astier en 1829, à la suite du transfert du chef-lieu de Grignols vers Saint-Astier.
Lors de l'importante réforme de 2014 définie par le décret du 21 février 2014 et supprimant la moitié des cantons du département, la commune reste attachée au même canton.

### Intercommunalité
Fin 2002, Annesse-et-Beaulieu intègre dès sa création la communauté de communes Astérienne Isle et Vern qu'elle quitte au 1er janvier 2013, pour rejoindre la communauté d'agglomération périgourdine.
La communauté d'agglomération périgourdine disparaît le 31 décembre 2013, remplacée au 1er janvier 2014 par une nouvelle intercommunalité élargie : Le Grand Périgueux.

### Administration municipale
La population de la commune étant comprise entre 500 et 1 499 habitants au recensement de 2017, quinze conseillers municipaux ont été élus en 2020,.

### Liste des maires
| Période                                  | Période   | Identité               | Étiquette    | Qualité                       |
| ---------------------------------------- | --------- | ---------------------- | ------------ | ----------------------------- |
| Les données manquantes sont à compléter. |           |                        |              |                               |
|                                          |           |                        |              |                               |
| An 4                                     |           | Reymond                |              |                               |
| An 6                                     |           | Rainaud                |              |                               |
| An 11                                    |           | De Vaugay              |              |                               |
| 1803                                     |           | Pachot                 |              |                               |
| 1804                                     |           | Debord (fils)          |              |                               |
| 1808                                     |           | Dominique Desveaux     |              |                               |
| 1813                                     |           | François Gintrac       |              |                               |
| 1816                                     |           | Devaux                 |              |                               |
| 1820                                     |           | Gintrac                |              |                               |
| 1830                                     |           | Antoine Rapnouil       |              |                               |
| 1831                                     |           | Pierre Rapnouil (fils) |              |                               |
| 1834                                     |           | Brachet                |              |                               |
| 1836                                     |           | Lacoste                |              |                               |
| 1839                                     |           | Sollier                |              |                               |
| 1840                                     |           | Élie Mathieu           |              |                               |
| 1843                                     |           | Augusthin Raynau(d)    |              |                               |
| 1852                                     |           | François Joseph Gallay |              |                               |
| 1854                                     |           | Linard                 |              |                               |
| 1865                                     |           | Sicaire Poumeyrol      |              |                               |
| 1870                                     |           | Sicaire Moillard       |              |                               |
| 1872                                     |           | Baron de Montesquiou   |              |                               |
| 1873                                     |           | Sicaire Moillard       |              |                               |
| 1892                                     |           | Gaston Lafont-Rapnouil |              |                               |
| 1902                                     |           | Gaston Moillard        |              |                               |
| 1923                                     |           | Jean Raymond           |              |                               |
| 1936                                     | 1942      | Joseph Lacrousille     |              |                               |
| 1942                                     | 1944      | Louis Savart           |              |                               |
| 1944                                     | mai 1945  | Lucien Béroud          |              |                               |
| mai 1945                                 | mars 1989 | François Labrue        | SE           | Directeur de société retraité |
| mars 1989                                | mars 1995 | René Coudenne          |              | Employé de l'armée de l'air   |
| mars 1995                                | mars 2001 | Philippe Broquart      |              | Chef d'entreprise             |
| mars 2001                                | mars 2014 | Jean-Louis Simon       | PS           | Directeur d'école retraité    |
| mars 2014                                | mai 2020  | Michel Buisson         | PS           | Cadre EDF retraité            |
| mai 2020                                 | En cours  | Philippe Perperot      | Génération.s | Fonctionnaire d'État          |

## Équipements et services publics

### Justice
Dans le domaine judiciaire, Annesse-et-Beaulieu relève : 
- du tribunal judiciaire, du tribunal pour enfants, du conseil de prud'hommes et du tribunal de commerce de Périgueux ;
- du pôle Nationalité du tribunal judiciaire de Périgueux (compétent uniquement dans le domaine de la nationalité) ;
- de la cour d'appel, du tribunal administratif et de la cour administrative d'appel de Bordeaux.

## Population et société

### Démographie
Les habitants d'Annesse-et-Beaulieu se nomment les Annessois.
L'évolution du nombre d'habitants est connue à travers les recensements de la population effectués dans la commune depuis 1793. Pour les communes de moins de 10 000 habitants, une enquête de recensement portant sur toute la population est réalisée tous les cinq ans, les populations de référence des années intermédiaires étant quant à elles estimées par interpolation ou extrapolation. Pour la commune, le premier recensement exhaustif entrant dans le cadre du nouveau dispositif a été réalisé en 2007.

En 2022, la commune comptait 1 478 habitants, en évolution de +1,37 % par rapport à 2016 (Dordogne : +0,37 %, France hors Mayotte : +2,11 %).
| 1793 | 1800 | 1806 | 1821 | 1831 | 1836 | 1841 | 1846 | 1851 |
| ---- | ---- | ---- | ---- | ---- | ---- | ---- | ---- | ---- |
| 716  | 344  | 364  | 697  | 666  | 712  | 634  | 647  | 711  |

| 1856 | 1861 | 1866 | 1872 | 1876 | 1881 | 1886 | 1891 | 1896 |
| ---- | ---- | ---- | ---- | ---- | ---- | ---- | ---- | ---- |
| 746  | 710  | 687  | 642  | 641  | 679  | 675  | 662  | 661  |

| 1901 | 1906 | 1911 | 1921 | 1926 | 1931 | 1936 | 1946 | 1954 |
| ---- | ---- | ---- | ---- | ---- | ---- | ---- | ---- | ---- |
| 593  | 577  | 532  | 523  | 537  | 501  | 494  | 526  | 547  |

| 1962 | 1968 | 1975 | 1982 | 1990  | 1999  | 2006  | 2007  | 2012  |
| ---- | ---- | ---- | ---- | ----- | ----- | ----- | ----- | ----- |
| 531  | 553  | 631  | 826  | 1 099 | 1 246 | 1 418 | 1 442 | 1 488 |

| 2017  | 2022  | - | - | - | - | - | - | - |
| ----- | ----- | - | - | - | - | - | - | - |
| 1 436 | 1 478 | - | - | - | - | - | - | - |

## Économie

### Emploi
En 2021, parmi la population communale comprise entre 15 et 64 ans, les actifs représentent 620 personnes, soit 42,9 % de la population municipale. Le nombre de chômeurs (40) a diminué par rapport à 2015 (63) et le taux de chômage de cette population active s'établit à 6,5 %.

### Activités hors agriculture

#### Secteurs d'activités
113 établissements marchands non agricoles sont économiquement actifs en 2021 à Annesse-et-Beaulieu,.
| Secteur d'activité                                                                                        | Commune | Commune | Département |
| Secteur d'activité                                                                                        | Nombre  | %       | %           |
| --- | ------- | ------- | ----------- |
| Ensemble                                                                                                  | 113     | 100 %   | (100 %)     |
| Industrie manufacturière, industries extractives et autres                                                | 9       | 8 %     | (8,4 %)     |
| Construction                                                                                              | 21      | 18,6 %  | (13,4 %)    |
| Commerce de gros et de détail, transports, hébergement et restauration                                    | 26      | 23 %    | (28,2 %)    |
| Information et communication                                                                              | 1       | 0,9 %   | (1,8 %)     |
| Activités financières et d'assurance                                                                      | 5       | 4,4 %   | (3,6 %)     |
| Activités immobilières                                                                                    | 6       | 5,3 %   | (6,7 %)     |
| Activités spécialisées, scientifiques et techniques et activités de services administratifs et de soutien | 15      | 13,3 %  | (15 %)      |
| Administration publique, enseignement, santé humaine et action sociale                                    | 15      | 13,3 %  | (12,8 %)    |
| Autres activités de services                                                                              | 15      | 13,3 %  | (10,1 %)    |

Le secteur du commerce de gros et de détail, des transports, de l'hébergement et de la restauration est prépondérant sur la commune puisqu'il représente 23 % du nombre total d'établissements de la commune (26 sur les 113 entreprises implantées  à Annesse-et-Beaulieu), contre 28,2 % au niveau départemental.

#### Entreprises et commerces
Les quatre entreprises ayant leur siège social sur le territoire communal qui ont généré le plus de chiffre d'affaires en 2022  sont : 
- La Lande Rééducation, activités hospitalières (9 465 k€) ;
- Francois Baldauf Diffusion, autres intermédiaires du commerce en produits divers (1 144 k€) ;
- Immobilière La Lande, location de terrains et d'autres biens immobiliers (938 k€) ;
- Ifg, activités des sociétés holding (319 k€).

### Agriculture
La commune est dans le « Périgord Blanc », une petite région agricole dans le département de la Dordogne. En 2020, l'orientation technico-économique de l'agriculture  sur la commune est la culture de céréales et/ou d'oléoprotéagineux.
|               | 1988 | 2000 | 2010 | 2020 |
| ------------- | ---- | ---- | ---- | ---- |
| Exploitations | 14   | 8    | 5    | 4    |
| SAU (ha)      | 266  | 226  | 135  | 114  |

Le nombre d'exploitations agricoles en activité et ayant leur siège dans la commune est passé de 14 lors du recensement agricole de 1988  à 8 en 2000 puis à 5 en 2010 et enfin à 4 en 2020, soit une baisse de 71 % en 32 ans. Le même mouvement est observé à l'échelle du département qui a perdu pendant cette période 60 % de ses exploitations (passant de 15 825 à 6 328),. La surface agricole utilisée sur la commune a également diminué, passant de 266 ha en 1988 à 114 ha en 2020. Parallèlement la surface agricole utilisée moyenne par exploitation a augmenté, passant de 19 à 29 ha.

## Culture locale et patrimoine

### Lieux et monuments
Trois châteaux :
- Château de Lalande, XVIIIe siècle, aujourd'hui hôtel-restaurant[70]. En 1915, il fut réquisitionné pour héberger des prisonniers allemands[71].
- Château de la Roche, XIXe siècle. Admirablement situé, le château domine l'Isle et contemple au loin Chancelade, Marsac et Périgueux. Au cours de la Seconde Guerre mondiale, le château a accueilli un hospice de vieillards juifs réfugiés[72]. De 1943 à 1975, il servit de centre de fabrication de vaccins pour l'Institut Pasteur, d'abord contre le typhus, puis contre la grippe à partir de 1950[73].
- Château de Siorac, XVIe siècle. Juché sur un tertre, le château domine la plaine de Siorac qui s'étend jusqu'à la rivière. Sa partie la plus ancienne a été édifiée en 1550 sur une ancienne cave. Le château a été restauré et surélevé en 1857. Il possédait alors, de l'autre côté de la route, une chapelle familiale, dédiée à Sainte-Anne, dont seule témoigne une croix (près de la fontaine). Le château est désormais reconverti en chambres d'hôtes[74].

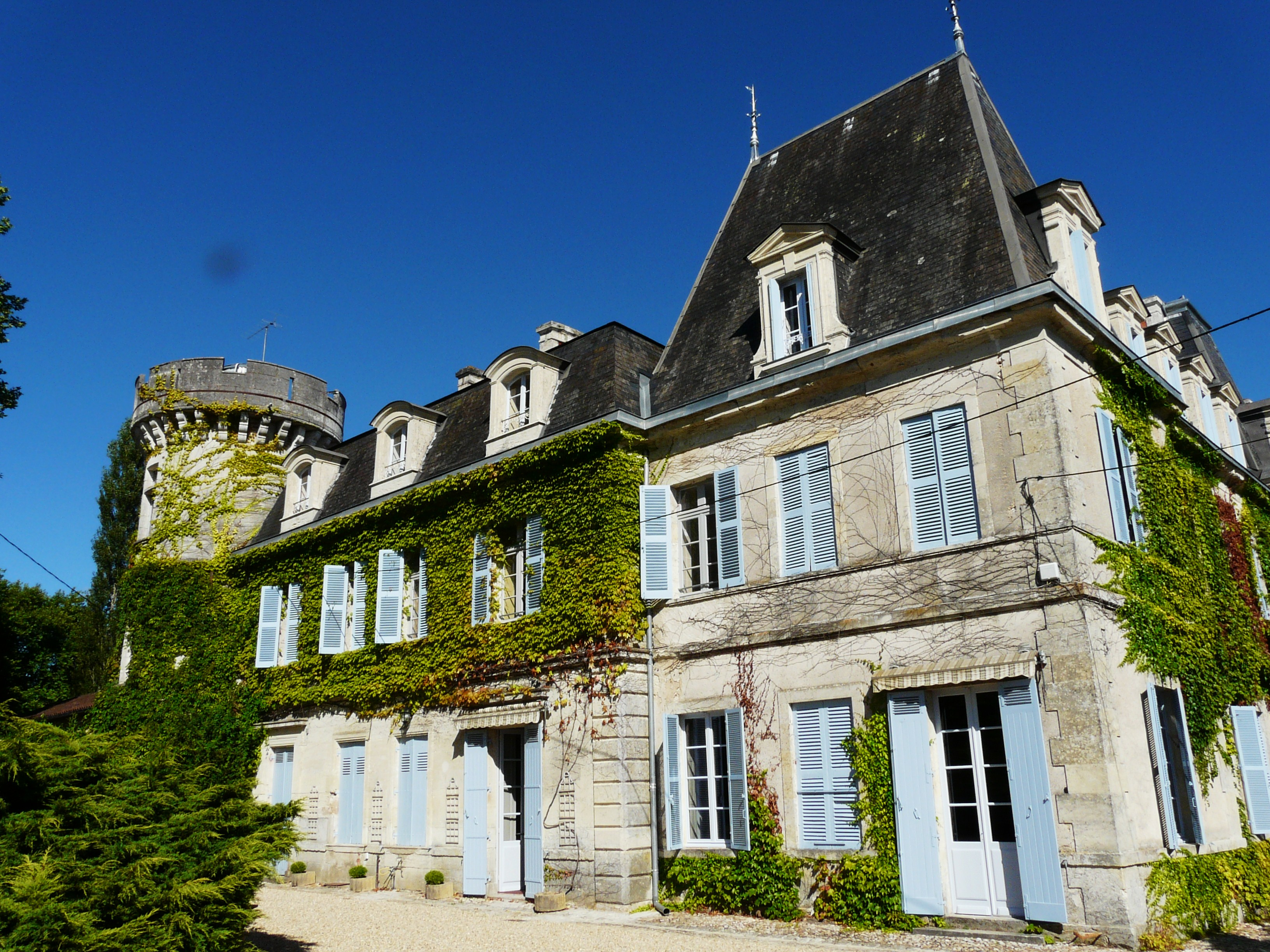
Château de Lalande.
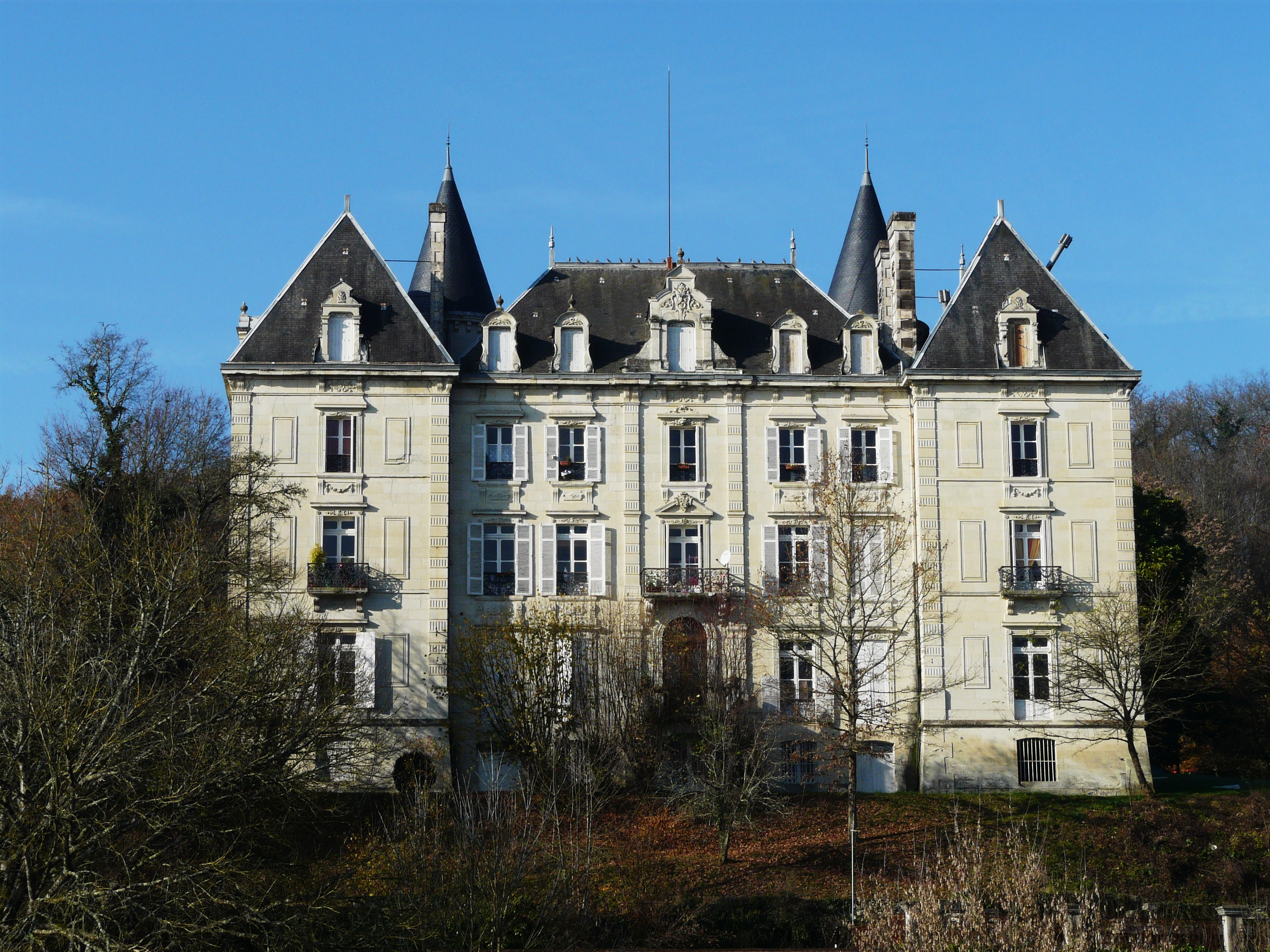
Château de la Roche.
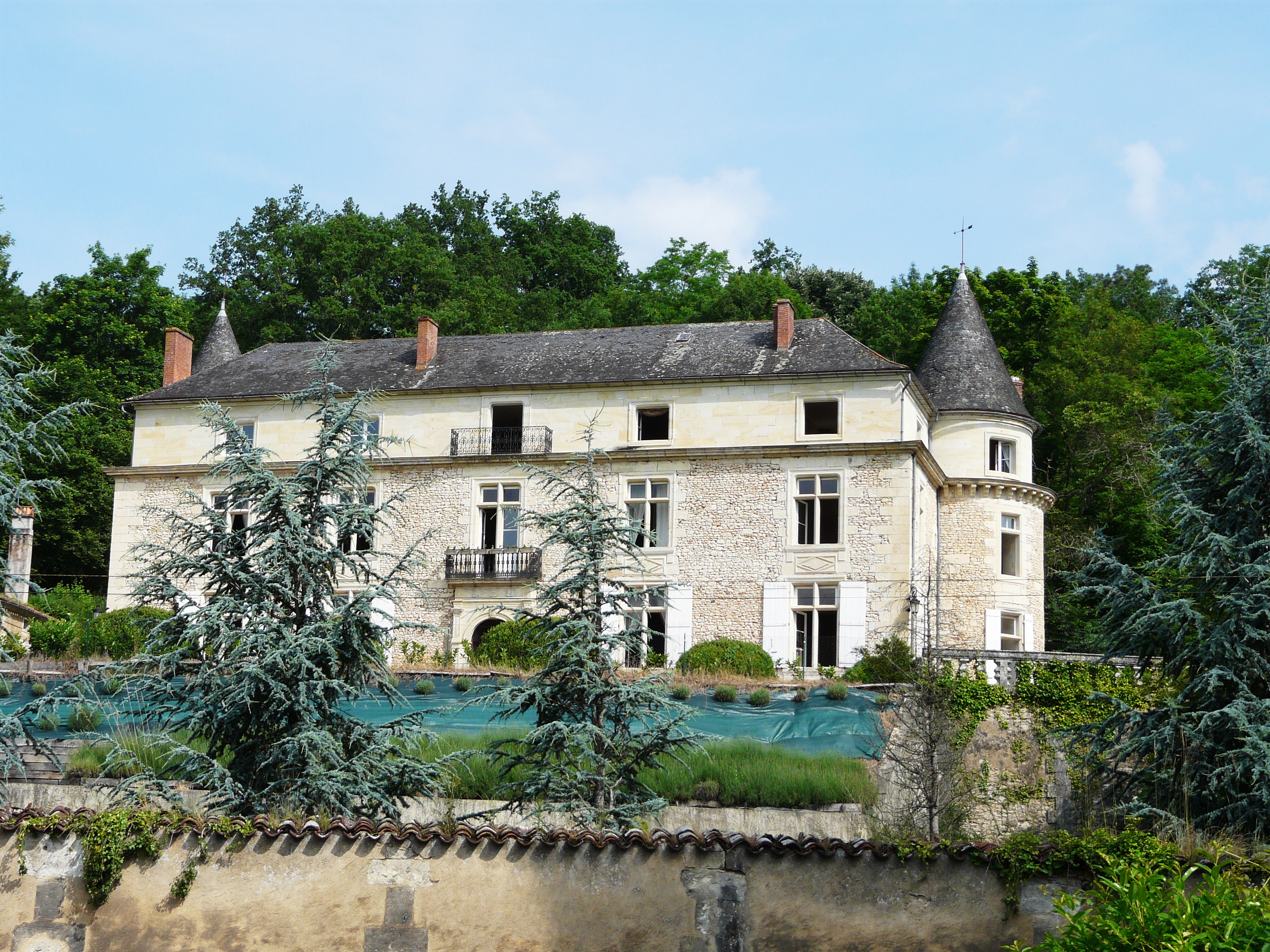
Château de Siorac.
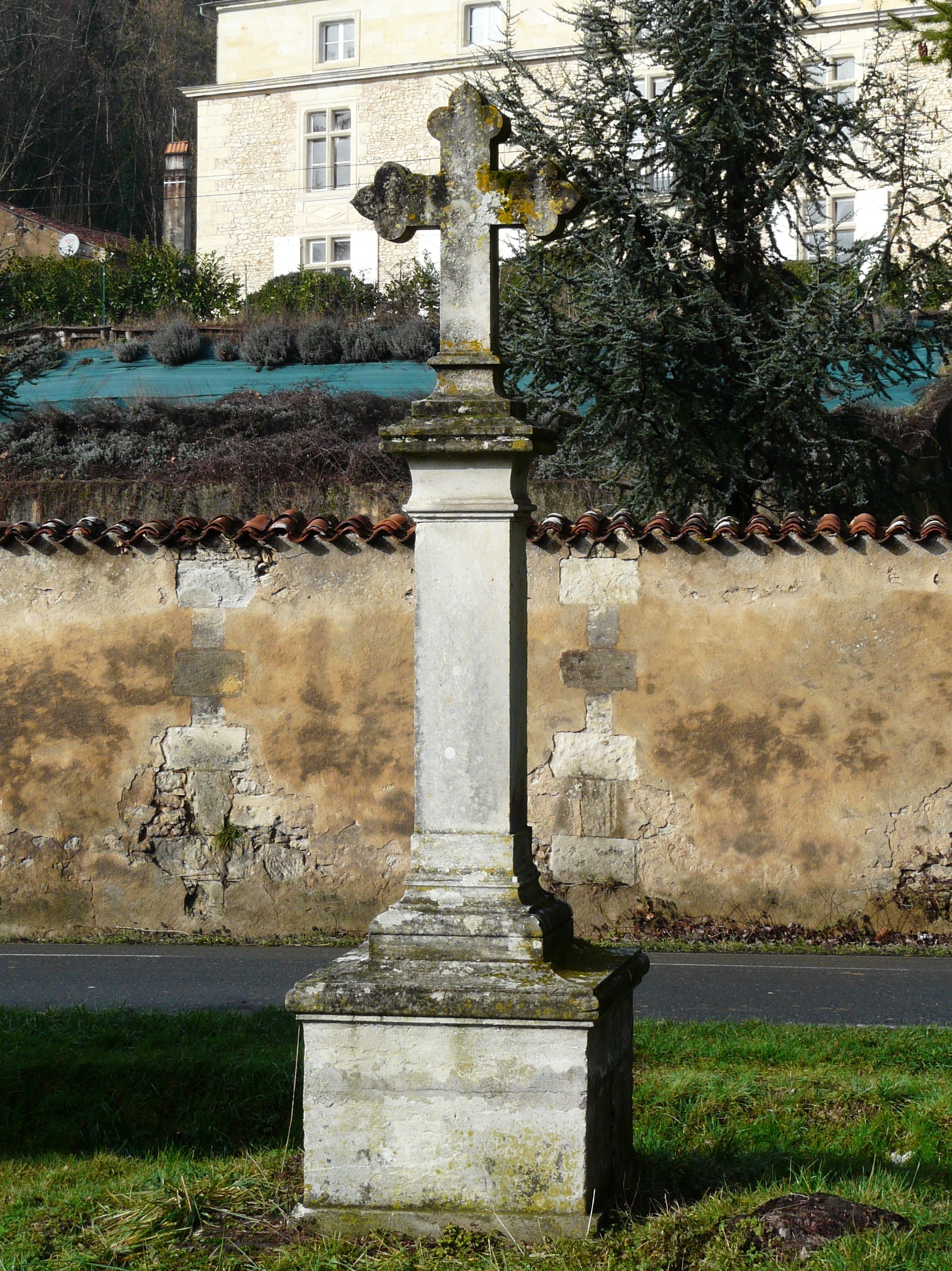
Face au château de Siorac, la croix de l'ancienne chapelle.

- Église Saint-Blaise d’Annesse : église romane du XIIe siècle, typique de la région, construite en pierre avec portail Renaissance du XVIe siècle. Des blasons extérieurs sont encore visibles sur ses murs. L'édifice est construit près de la source de Beaulieu, non loin de la rivière et du canal. À l'intérieur, l'autel, datant du XVIIe siècle, comprend deux panneaux représentant la Nativité et la Résurrection. Tous deux sont inscrits à l'Inventaire des monuments historiques.
- Prieuré / ancien presbytère : accolé à l'église, on peut voir, en arrivant du canal et de la digue, un prieuré. Ce dernier daterait du IXe siècle. Les documents d’archives attestent qu'il a abrité deux prieurs au XIIIe siècle. Par la suite, nous disent Mme Larue et M. Labrue (opus cité), « le prieuré servit de presbytère jusqu'à la Révolution avant d'être vendu comme biens nationaux, le 25 juin 1791, pour la somme de 550 livres ».

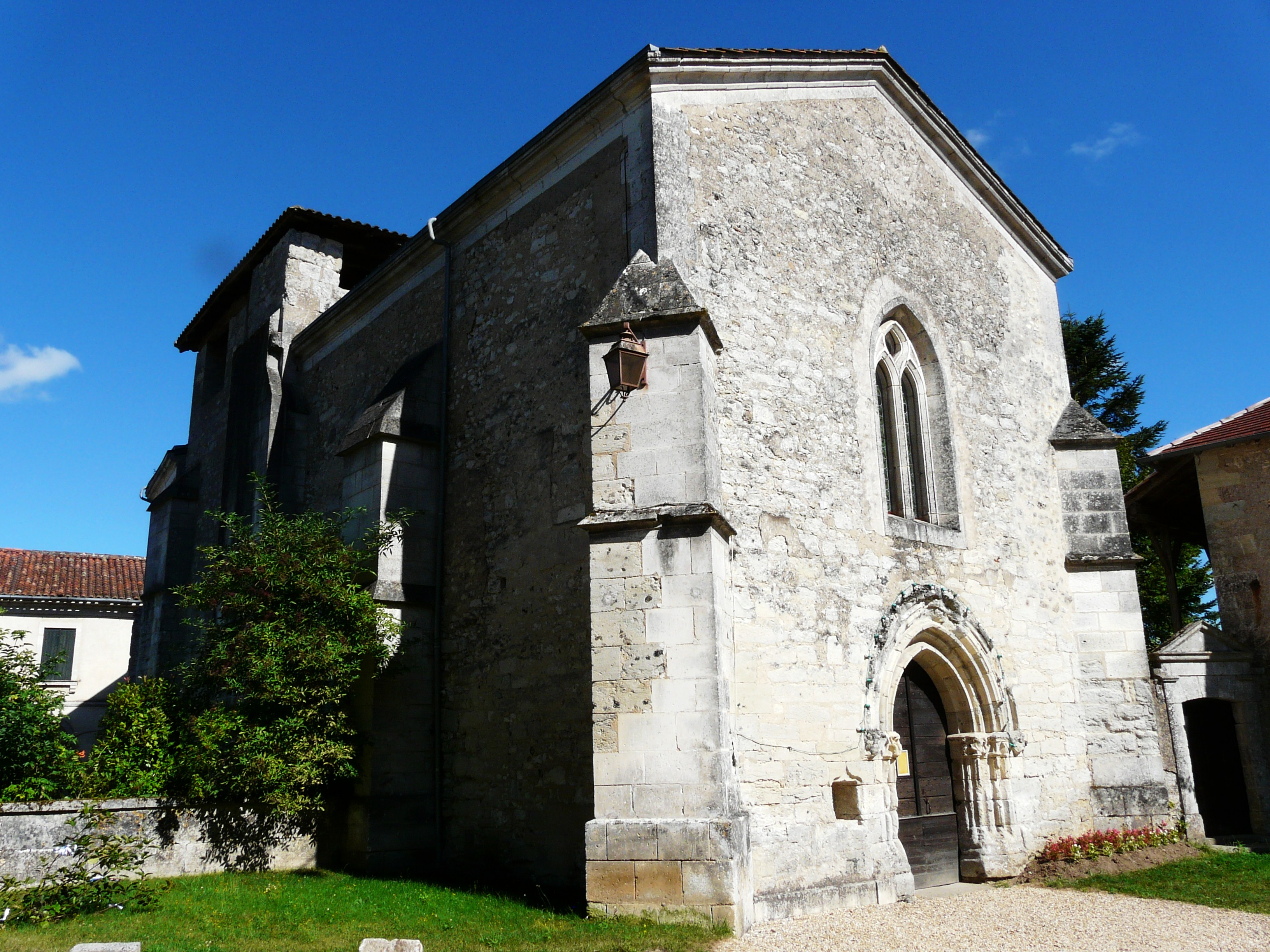
L'église Saint Blaise à Annesse.
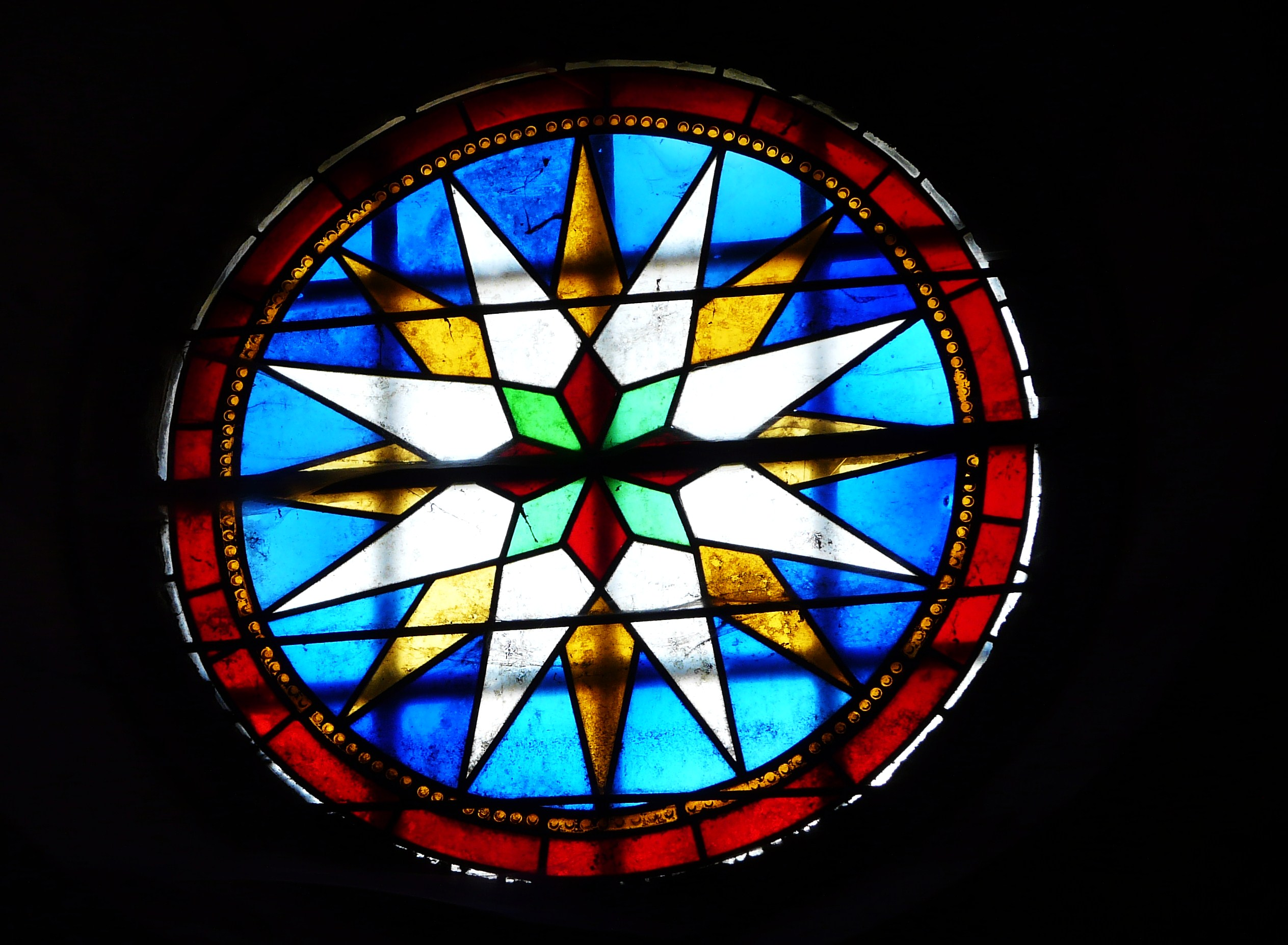
Vitrail latéral du chœur.
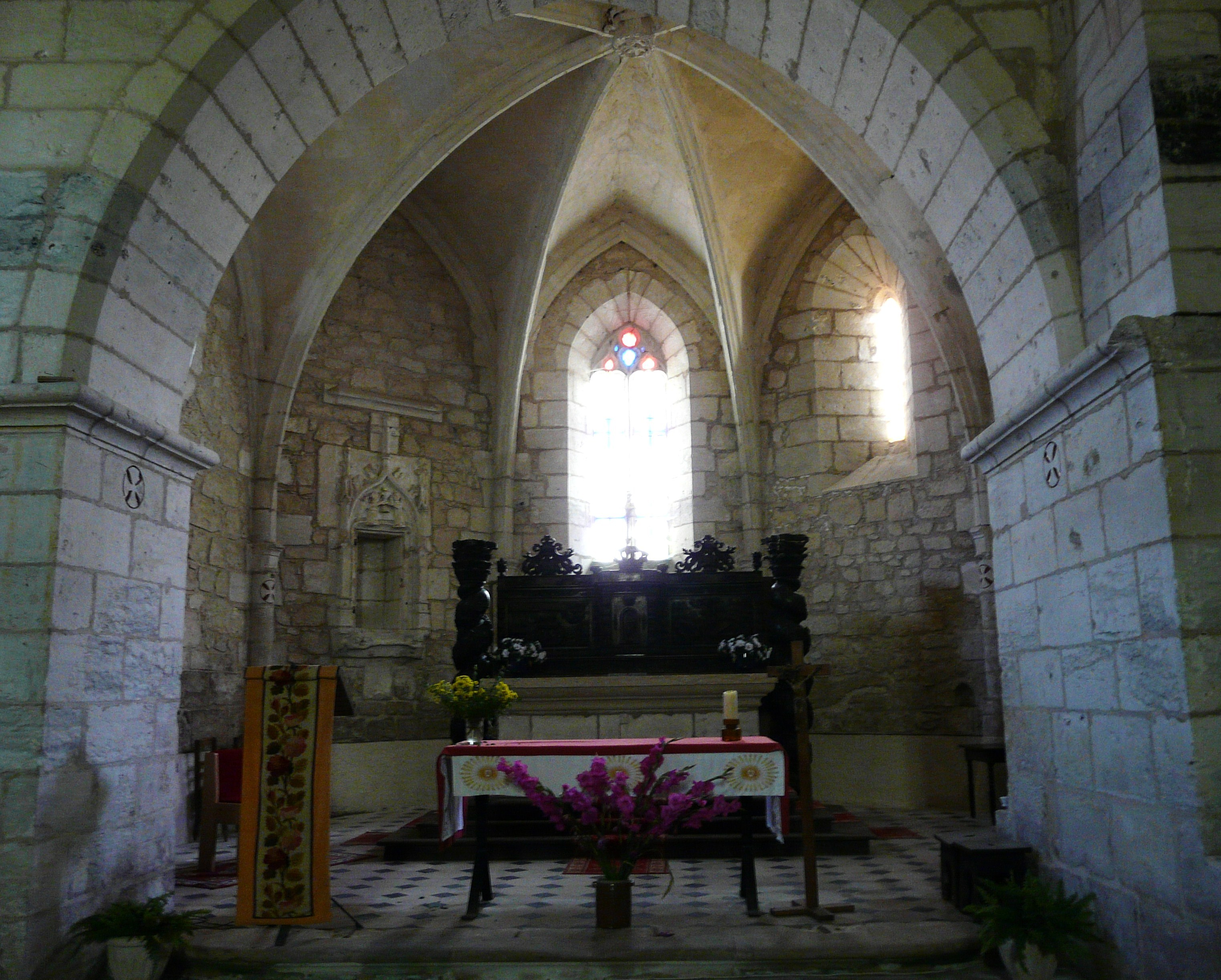
Le chœur.

- Chapelle Saint-Mandé de Beaulieu : ancienne église romane datant du XIIe siècle dédiée à l’origine à Sainte Élisabeth puis, à partir de 1791, à Saint Louis. L’édifice a pour particularité de comporter un clocher-mur : la façade ouest est ainsi surmontée d’un clocher[75].

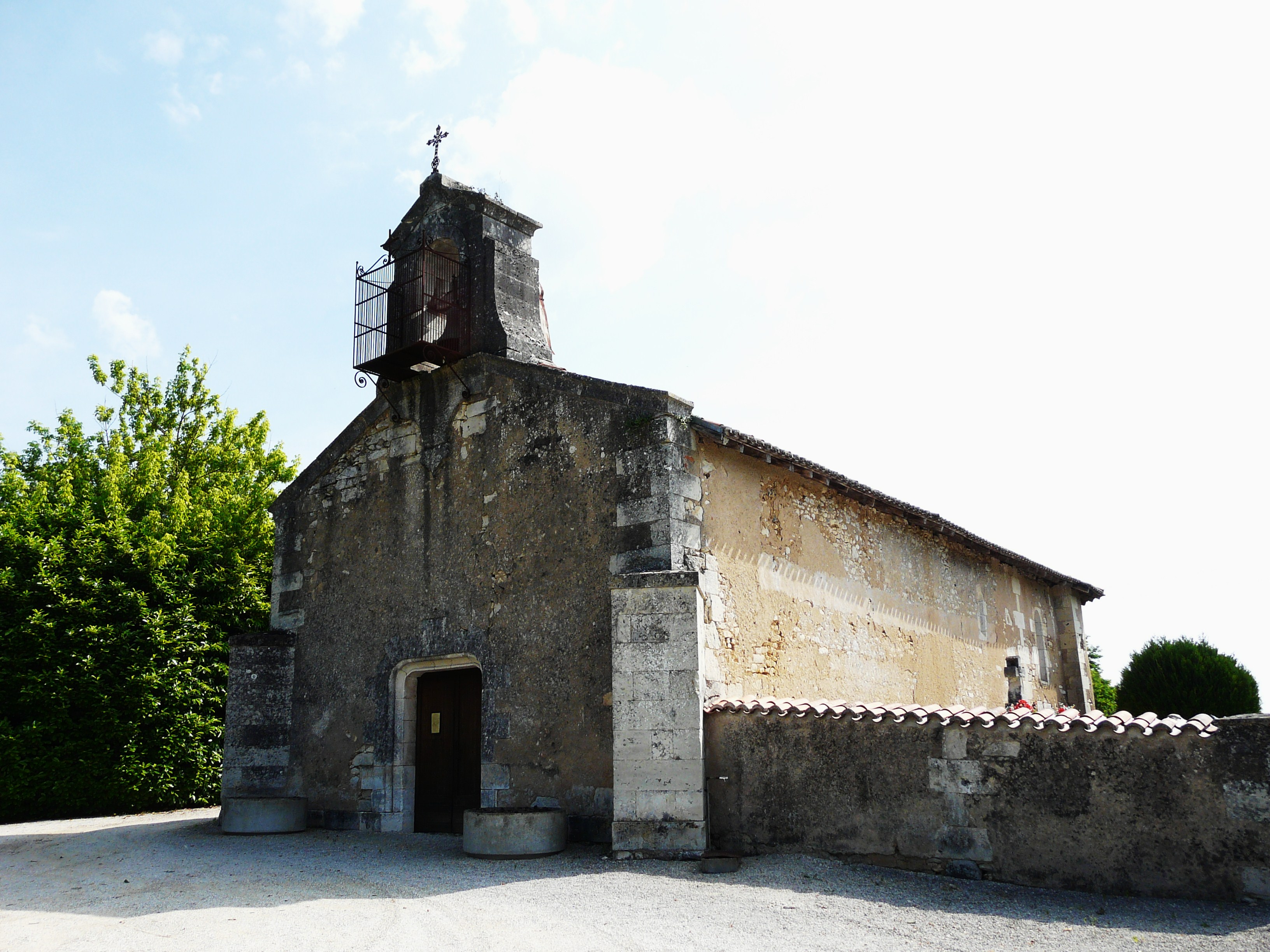
La chapelle Saint-Mandé à Beaulieu.
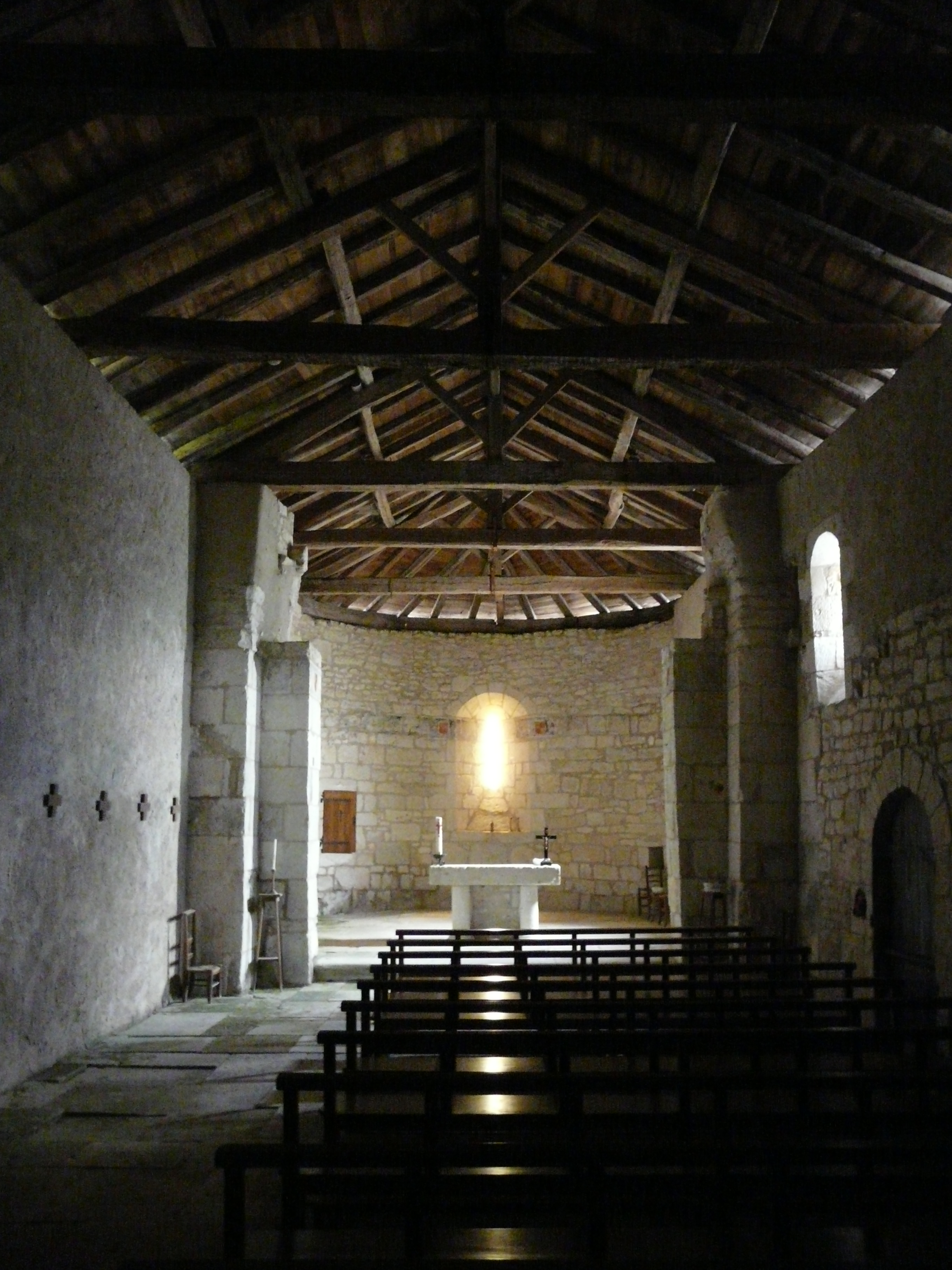
La nef.
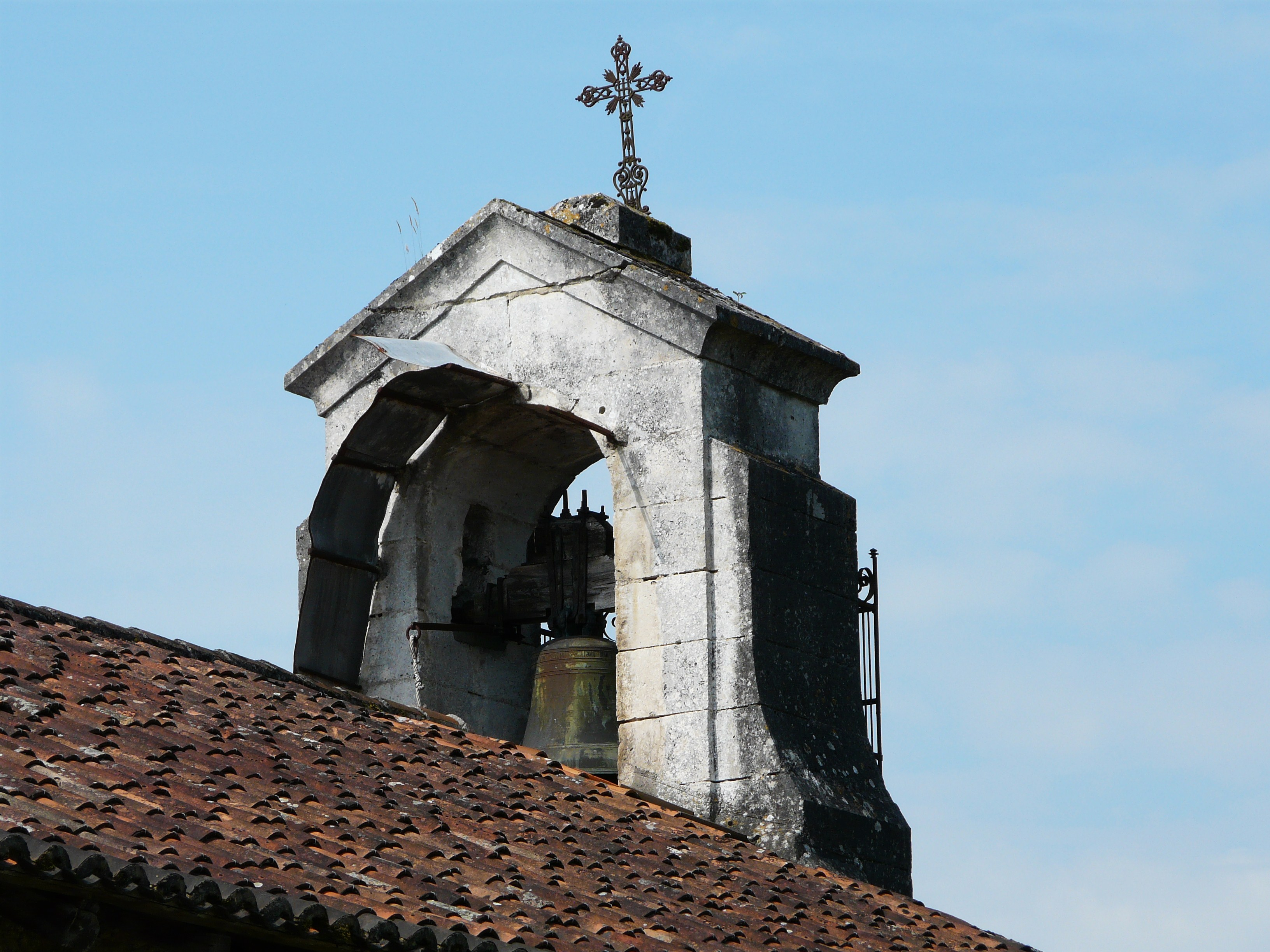
Détail du clocher.
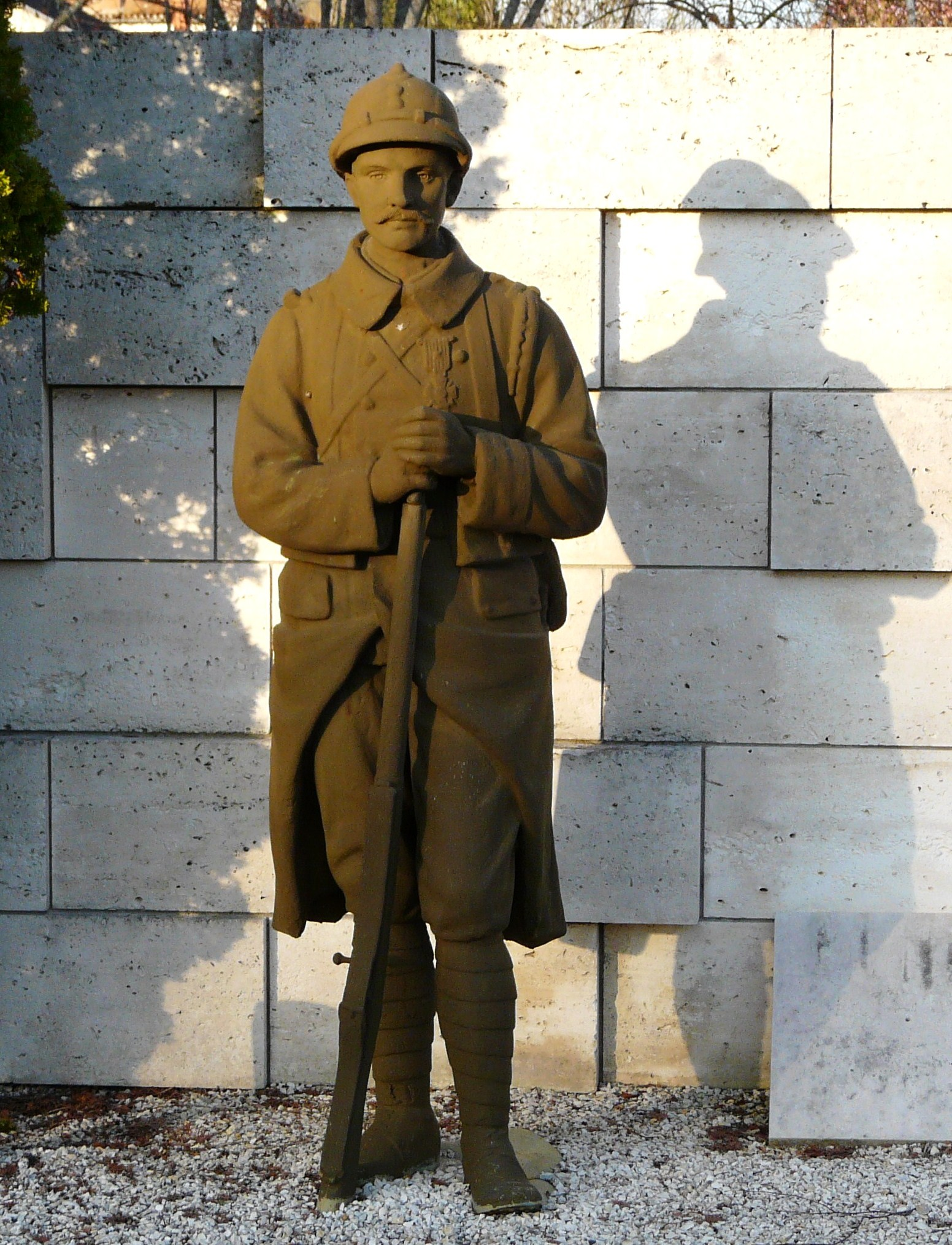
Détail du monument aux morts érigé à Gravelle.

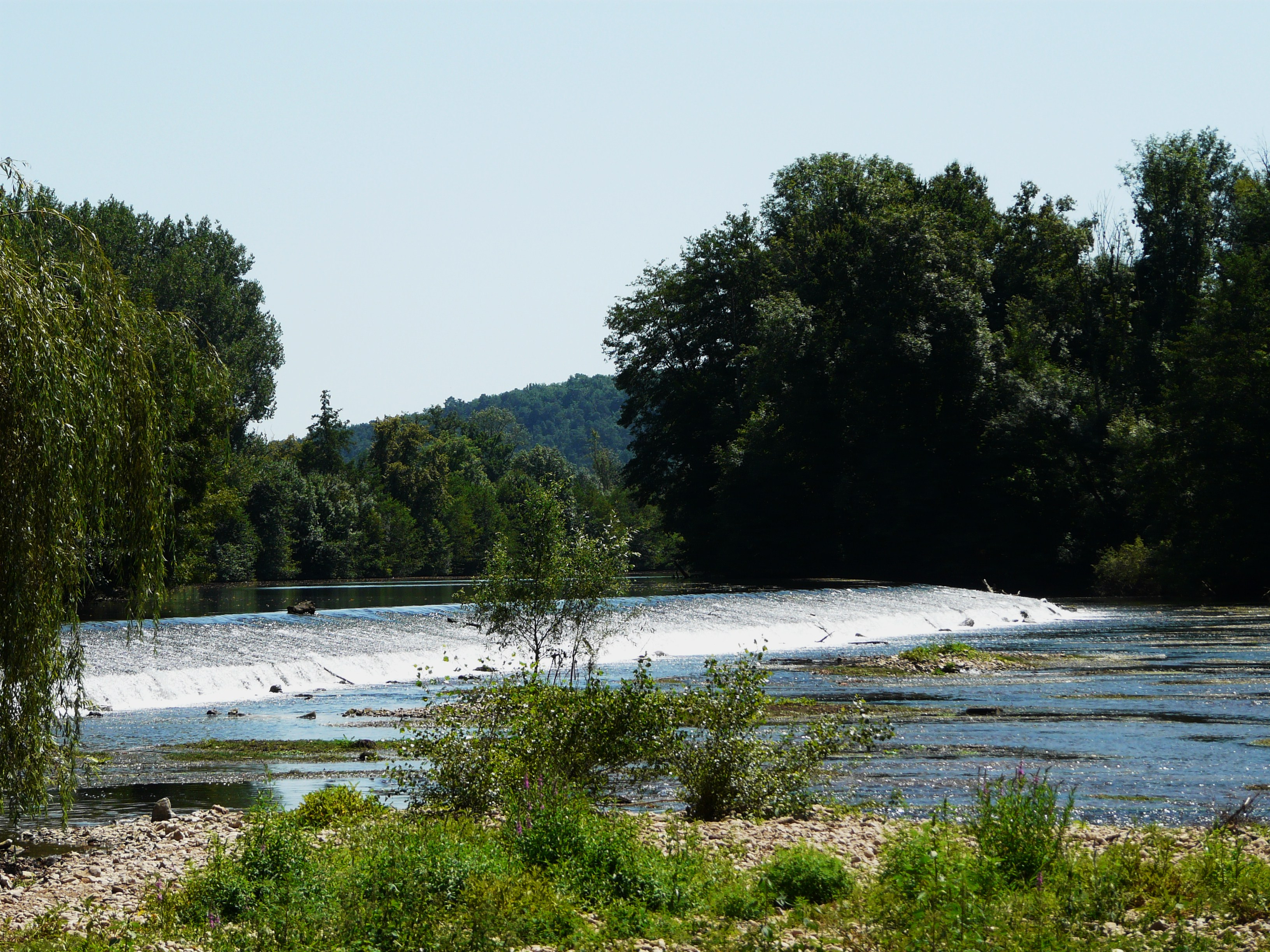
L'Isle au barrage du moulin de Taillepetit.

Enfin, le patrimoine bâti de la commune est riche de :
- Deux maisons fortes (Belle-Isle, Beaulieu),
- Trois moulins (moulins de La Roche, Siorac, Taillepetit)
- Fontaines et lavoirs.

### Patrimoine naturel
Plusieurs zones de protection sont délimitées sur le territoire communal.

#### Natura 2000
La zone située entre le canal d'Annesse et l'Isle, ainsi que d'une manière générale, toute la vallée de l'Isle en aval de Gravelle, sont parties intégrantes d'un site Natura 2000 : la vallée de l'Isle de Périgueux à sa confluence avec la Dordogne. Ce site, composé d'un ensemble de prairies et de cultures, est très important pour une plante, l'angélique à fruits variables (Angelica heterocarpa) ainsi que pour le vison d'Europe et une libellule : le gomphe de Graslin (Gomphus graslinii). Outre la cistude d'Europe (Emys orbicularis) et l'écrevisse à pattes blanches (Austropotamobius pallipes), on y trouve également des aires de reproduction de six espèces de poissons dont des lamproies et des aloses.

#### ZNIEFF
Près de la moitié du territoire communal correspond à deux zones naturelles d'intérêt écologique, faunistique et floristique (ZNIEFF) de type 1 :
- la zone de bocage et de prairies humides ou inondables de la vallée de l'Isle, correspondant à la zone Natura 2000 précédemment décrite[77],[78].
- tout un secteur au nord-est de la commune se situe en forêt de la Faye[79],[80], massif composé principalement de chênes pédonculés.

#### Site inscrit
Aux deux extrémités de la commune, les bourgs d'Annesse et de Beaulieu sont, sur 34 hectares, deux sites inscrits,.

### Personnalités liées à la commune
- Henri Léonard Jean Baptiste Bertin (1720-1792), homme d'État français, contrôleur général des finances de Louis XV, habitait à Bellisle, le manoir situé à proximité de l'église d'Annesse. c'est lui qui offrit la cloche de l'église en 1780.
- Jacques Gintrac (1754-1814), homme politique né et décédé à Annesse-et-Beaulieu, député de la Dordogne au Conseil des Anciens.
- Léon Bloy (1846-1917), auteur d’origine périgourdine, né dans la proche commune de Notre-Dame-de-Sanilhac, séjourna durant les étés 1910 et 1911 à Taillepetit chez les propriétaires des lieux.
- Roland Mazoin (1929-2007), homme politique, est mort à Annesse-et-Beaulieu.
- Michel Rousseau (cyclisme) (1936-2016) coureur cycliste ayant vécu à Annesse-et-Beaulieu[83].

## Pour approfondir